# Omvormer (zonne-energie)

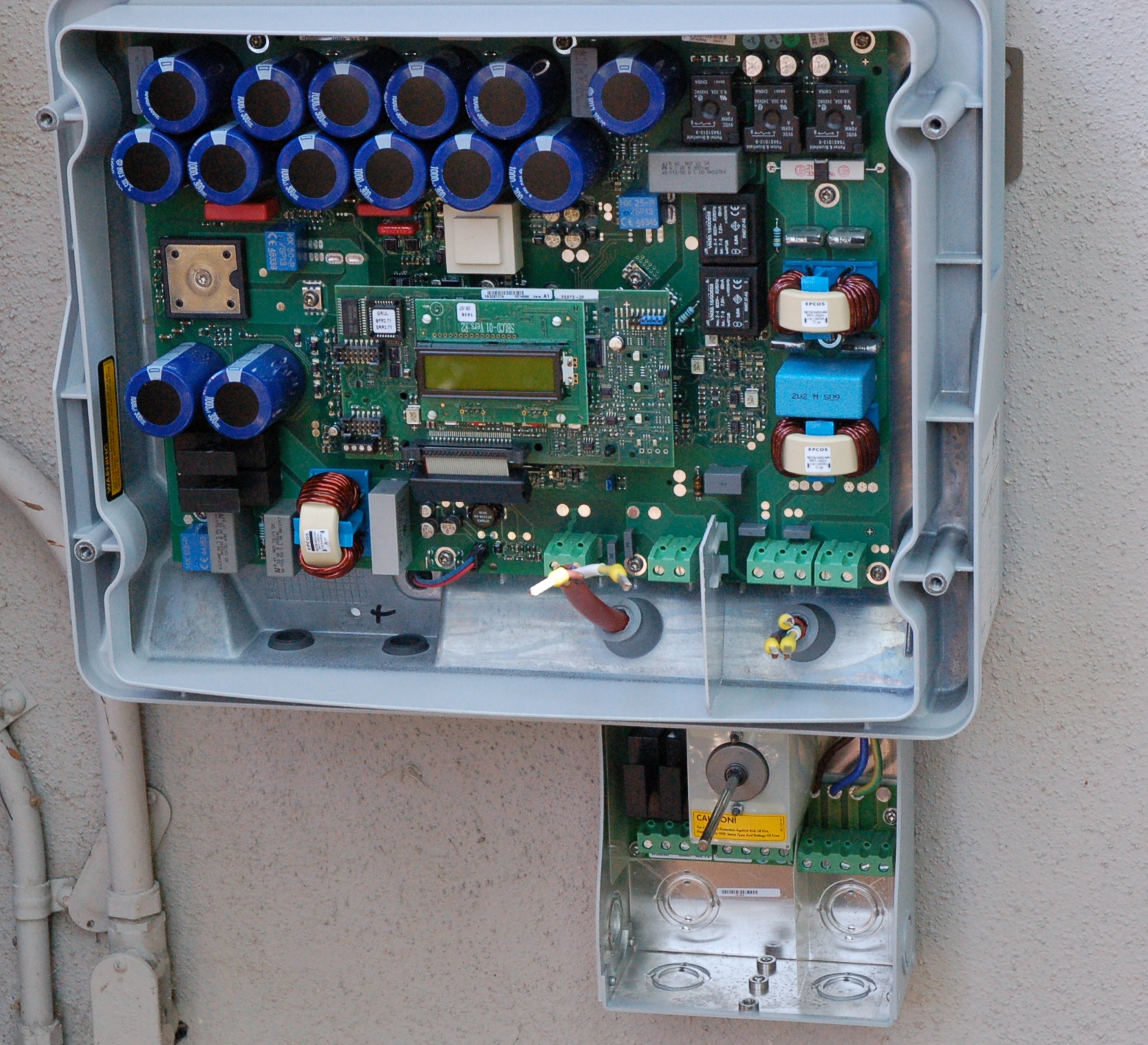
Binnenaanzicht van een omvormer voor zonne-energie. Zichtbaar zijn de vele grote blauwe condensatoren bovenaan, die nodig zijn om de energie kortdurend op te slaan, zodat de output van de omvormer een betere golfvorm heeft.

Een omvormer voor zonne-energie is een omvormer die de gelijkstroom afkomstig van zonnepanelen omzet in elektriciteit die geschikt is voor gebruik. Bij netgekoppelde omvormers (gekoppeld aan het elektriciteitsnet) is dit wisselstroom. Bij omvormers die een eigen netonafhankelijk micronet voorzien van elektriciteit (off-grid) is dit wisselspanning. 
In een off-grid-systeem wordt het teveel aan energie meestal tijdelijk opgeslagen in grote oplaadbare batterijen (accu's). Bij een netgekoppelde omvormer wordt de stroom uit de zonnepanelen aan het net geleverd, terwijl een off-grid omvormer de spanning beschikbaar maakt en afhankelijk van de gebruikersvraag en de opbrengst van de panelen de accu's aanspreekt of bijlaadt. Via een laadregelaar wordt de overtollige stroom van de panelen in de accu's opgeslagen.

## Toepassing in systemen
Het toegepaste type omvormer is afhankelijk van de PV-installatie en de omstandigheden waarin het systeem is geïnstalleerd. De volgende typen zijn te onderscheiden:
String-omvormerEen centrale omvormer voor een of meerdere reeksen ('strings') in serie aan elkaar gekoppelde panelen.
String-omvormer met optimizersDoor middel van MPP-trackers, optimizers genoemd, wordt de opbrengst per paneel en per string geoptimaliseerd. Daarna wordt alle gelijkstroom door de centrale omvormer omgevormd naar de benodigde spanning.
Micro-omvormerDeze zet de gelijkstroom per paneel direct om naar de benodigde spanning, gewoonlijk 230 of 400 V wisselspanning. Ieder paneel heeft zijn eigen micro-omvormer en MPP-tracker.

### String-omvormer

Netgekoppeld systeem met een string-omvormer tussen paneel en meterkast.

Dit is een (centrale) omvormer die de gelijkstroom van meerdere in serie aan elkaar gekoppelde panelen ('strings') samenvoegt en voor de consument omzet in 230 of 400 volt. Afhankelijk van het model en de capaciteit kunnen op een string-omvormer tot zo'n 16 strings worden aangesloten. Hij is binnenshuis geplaatst en daarom goed te bereiken voor onderhoud en vervanging. De levensduur is gemiddeld zo'n jaar of tien. Dat is veel korter dan de panelen, zodat deze tussentijds moet worden vervangen.
Een PV-systeem met string-omvormer wordt toegepast wanneer alle panelen dezelfde oriëntatie hebben en niet of nauwelijks schaduw vangen. String-omvormers zijn relatief goedkoop en de installatie bevat relatief weinig onderdelen die kapot zouden kunnen gaan. Net als bij andere systemen moet de capaciteit van de omvormer geschikt zijn voor het totale vermogen van de panelen, niet te groot en niet te klein. Bij uitbreiding van het systeem moet ook een aangepaste string-omvormer worden geïnstalleerd.
Een string-omvormer werkt niet optimaal als een deel van de aangesloten panelen een afwijkende output heeft (bijvoorbeeld door schaduw of bladafval). Als in een simpel systeem met strings één of meer panelen minder goed werken vermindert ook de opbrengst van de andere in de serie tot het niveau van het zwakste element in de string. De serie-schakeling maakt het systeem ook kwetsbaarder voor storingen. In tegenstelling tot een systeem met micro-omvormers, valt het hele systeem uit bij een defect aan de omvormer, of als door teveel schaduw de minimaal benodigde spanning niet gehaald wordt. 
Hoe meer panelen er in een serie zitten, hoe hoger het voltage op de panelen zal worden. Deze kan wel oplopen tot een gelijkspanning van zo'n 600-700 volt. Ook de temperatuur kan flink oplopen, wat ten koste van de levensduur gaat en brandgevaar kan opleveren. Een centrale omvormer kan ook geluidsoverlast geven door een zoemend, brommend of tikkend geluid.
Voor installaties die veel stroom opwekken wordt vaak een driefaseomvormer gebruikt. Dit type omvormer heeft voordelen ten opzichte van een enkelfasige omvormer, waaronder een efficiëntere stroomopwekking.

### String-omvormer met optimizers
Bij dit systeem wordt rekening gehouden met onderlinge verschillen tussen panelen qua oriëntatie of schaduw. Per serie zonnepanelen wordt het rendement middels  MPP-trackers, de optimizers, gemaximaliseerd. Meestal wordt ieder paneel van een eigen optimizer voorzien. De optimizer zit buiten achter het paneel gemonteerd. De panelen en optimizers zijn in serie met de string-omvormer verbonden. Verschillende series panelen ('strings') – met eigen trackers – worden parallel geschakeld, zodat ze onafhankelijk van elkaar kunnen werken zonder elkaar te beïnvloeden. Strings met verschillende oriëntaties of hellingshoeken kunnen zo toch optimaal benut worden. Aanleg en onderhoud zijn duur ten opzichte van een systeem zonder optimizers. Iedere optimizer moet apart worden gemonteerd en verbruikt zelf ook stroom. Gemiddeld gaat de optimizer minstens 25 jaar mee. De omvormer kan ook zelf met een ingebouwde MPP-tracker zijn uitgerust. De opbrengst is per optimizer te monitoren. De gelijkspanning kan met optimizers oplopen tot zo'n 1000 volt.

### Micro-omvormer

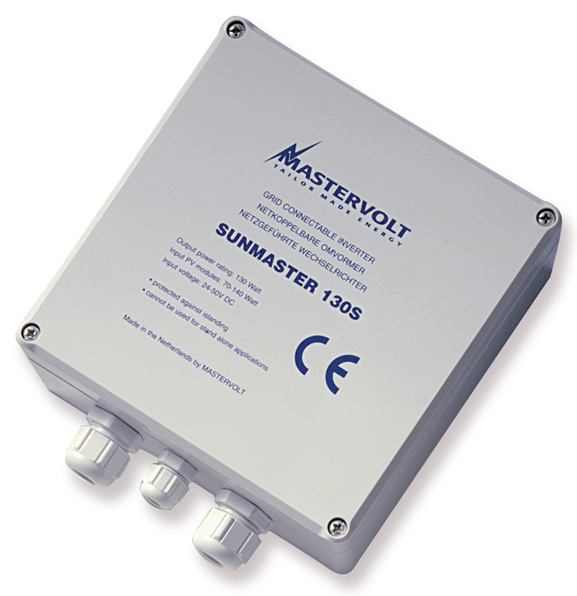
De eerste commerciële micro-omvormer "Mastervolt 130S" van 130 watt uit 1993/95, van Nederlandse makelij.

Micro-omvormers worden toegepast in AC-zonnepanelen (AC staat voor 'alternating current' oftewel wisselstroom). Het systeem werd al bedacht in de 1970er jaren, maar pas in de 90er jaren kreeg het onderzoek in Europa en de VS vaart. Het eerste 50 watt-prototype micro-omvormer werd in 1992 gepresenteerd door het Duitse Zentrum für Sonnenenergie und Wasserstoff-Forschung in Baden-Württemberg. In 1994 werden de eerste 100 watt-omvormers in serie geproduceerd. In de loop van de 90er jaren werden meerdere merken op de markt gebracht.
Micro-omvormers zetten de opgewekte gelijkstroom per afzonderlijk paneel direct om in wisselspanning van 230 of 380 V. Zoals de naam al aangeeft, zijn ze kleiner dan centrale omvormers, al zijn ze niet heel klein. Ze worden voor ieder paneel afzonderlijk gemonteerd. Bij de omvorming wordt rekening gehouden met onderlinge verschillen tussen afzonderlijke panelen, zoals schaduw, vervuiling of sneeuw, waardoor het rendement maximaal is. Door de omzetting per paneel zijn ze beter aangepast aan afwijkende omstandigheden dan bij in serie geschakelde panelen met een string-omvormer en geven meer opbrengst in de schaduw. Ondanks dat ze buiten geplaatst zijn, gaan ze door de mindere belasting veel langer mee dan centrale omvormers, gemiddeld zo'n 25 tot 35 jaar. Dat is ongeveer even lang als de panelen.
De micro-omvormers zitten buiten achter het paneel gemonteerd. Iedere micro-omvormer heeft een eigen MPP-tracker. Micro-omvormers worden bij voorkeur toegepast bij verdeling over een aantal dakvlakken onder verschillende condities of bij slechts enkele losse panelen. De panelen kunnen probleemloos verspreid worden over verschillende plekken. Ook is het systeem later eenvoudig uit te breiden met extra panelen of een batterij voor energie-opslag,
Een centrale omvormer is overbodig, omdat de geproduceerde stroom al is omgezet naar de juiste spanning, wat ruimte bespaart in de woning. De stroom van alle panelen kan met één kabel rechtstreeks naar de meterkast worden geleid. Omdat er geen gelijkstroom met hoge spanning bij de panelen wordt geproduceerd, is het systeem ook brandveiliger.
De panelen zijn parallel geschakeld, onafhankelijk van elkaar. Daarmee wordt ook voorkomen dat het hele systeem uitvalt bij één defect paneel, zoals bij één kapot lampje in een kerstverlichting.  Nadeel is dat meerdere micro-omvormers duurder zijn in aanschaf en bij vervanging, maar ze gaan langer mee dan een centrale omvormer. Iedere micro-omvormer is apart te monitoren.

### AC-paneel met geïntegreerde micro-omvormer
In de nieuwere plug-and-play AC-zonnepanelen, ook AC-modules genoemd zijn de micro-omvormers al in het paneel geïntegreerd. Ze worden plug-and-play genoemd omdat ze eenvoudig kunnen worden geplaatst en via een (geaard) stopcontact aan het elektriciteitsnet kunnen worden aangesloten voor direct eigen gebruik, voor teruglevering aan het net of voor opslag in een eigen batterij voor later gebruik. Losse panelen kunnen direct modulair aan elkaar worden gekoppeld (zo nodig verdeeld over meerdere stroomgroepen in de meterkast). AC-panelen zijn van een eigen MPP-tracker voorzien en kunnen worden gekoppeld aan een monitoring-systeem.
Het systeem is eenvoudiger te installeren dan andere systemen. Ze zijn door het modulaire systeem en de eenvoudigere installatie goedkoper dan het traditionele systeem met string-omvormer. Er zijn nog kleinere modellen omvormer ontwikkeld die passen in het frame van de panelen. Nadeel blijft dat eventuele reparaties aan de micro-omvormers lastiger zijn vanwege de decentrale plaatsing, hoewel de omvormers meestal 25 jaar garantie hebben. Ook zijn ze anno 2022 nog relatief duur. Naar verwachting zullen de prijzen geleidelijk dalen.

## MPP-tracker
Een maximum power point tracker of MPP-tracker, letterlijk maximum vermogenspunt-volger), is een apparaatje dat in een modern PV-systeem de omvormer zodanig aanstuurt, dat een maximale hoeveelheid elektriciteit kan worden geproduceerd. Het is aangesloten op één of meerdere zonnepanelen, detecteert hoeveel spanning en stroom er op een bepaald moment beschikbaar is en berekent wat het maximale vermogen is dat de omvormer op dat moment uit de panelen kan halen. Dat maximale vermogen is het maximum power point (MPP), dat wordt bepaald door de optimale verhouding tussen de spanning en stroom die de panelen afgeven. Dit is afhankelijk van de lichtinval en temperatuur op dat moment. De tracker berekent iedere paar seconden het maximale punt (de 'tracking', het volgen) en past het systeem voortdurend daaraan aan. 
Een PV-systeem kan een enkele of een groter aantal MPP-trackers hebben. Bij een systeem met micro-omvormers heeft ieder paneel een eigen MPP-tracker. Een MPP-tracker voor een afzonderlijk paneel in een 'string' wordt een 'optimizer' genoemd. Optimizers zijn gemonteerd achter het paneel en in serie aangesloten op de string-omvormer. Als de omvormer uitvalt, vallen alle aangesloten panelen uit.
Een soortgelijk MPP-tracker-systeem kan worden toegepast bij windmolens.

## Monitoring
Vrijwel alle merken en typen omvormers zijn online te monitoren via een extra geïnstalleerd systeem. Door middel van een display kunnen de gegevens ook direct worden uitgelezen, al is dit langzaam aan het verdwijnen door verbeterde koppelingen met smart devices zoals een telefoon. 

## Omzetting naar wisselstroom
Bij een netgekoppelde converter wordt de wisselspanning van het net als uitgangspunt genomen. De verkregen energie uit de zonnecellen zal zéér tijdelijk als magnetische energie in spoelen of transformatoren, of als elektrostatische energie in condensatoren aanwezig zijn. Op het juiste moment (dus zogenaamd "in fase") wordt die energie als stroom geïnjecteerd in het net. Met andere woorden, het zal een stroom zijn die in vergelijking met een verbruiksstroom precies in de tegengestelde richting loopt. Er zijn intelligente converters die ook enige blindstroom (inductief of capacitief) kunnen veroorzaken, als netverbeteraars. In netwerken is het van belang niet teveel blindstroom te laten lopen. Blindstroom is een stroom waarbij spanning en stroom 90 graden (of 270 graden) uit fase zijn: ze belasten de koperen geleiders wel maar dragen niet bij aan de overdracht van energie. De intelligente converters kunnen die stromen compenseren. Wanneer door een netstoring de spanning wegvalt zullen deze converters dan ook zichzelf afschakelen omdat ze hun stroom niet meer op een adequate manier kwijt kunnen.
De hamvraag voor de meeste eindgebruikers van zonnestroom is hoe de efficiency bepaald wordt van de omvormer. Daarvoor moeten de productspecificaties van een omvormer geconsulteerd worden. Men kijkt dan naar twee zaken: 1) het FAo (fabrieksexperimentele omstandigheden) rendement of 2) het EU rendement. Een fabrikant test zijn apparatuur altijd in een speciaal daarvoor opgezette experimentele opstelling. Met andere woorden, de apparatuur wordt getoetst op prestaties onder ideale omstandigheden waarin de apparatuur de kans krijgt optimaal te presteren. In de praktijk functioneren installatiecomponenten nooit zo goed als tijdens het experiment. Het EU (Euro-eta) rendement is een scoringsmethode voor omvormers om deze voor de consument goed vergelijkbaar te maken. Uiteindelijk ligt het EU rendement rond 1- tot 1,5% onder het FAo van de omvormer. Het EU rendement verschaft daarmee een realistischer beeld van wat van de omvormer uiteindelijk verwacht kan worden en dat is belangrijk, want bij een 5 kW residentiële installatie kan 1% hoger rendement leiden tot 1.000 kWh meer productie over 20 jaar.
Het maximum rendement van moderne omvormers ligt tussen de 95% en 99%.
Een omvormer mag niet altijd energie op het net plaatsen. Wegens veiligheidsredenen mag een netgekoppeld systeem geen elektriciteit op het net zetten als bijvoorbeeld deze spanning te hoog is. Niet alleen de spanning, die zowel te hoog als te laag kan zijn, is een parameter waarop geschakeld wordt. Ook de frequentie van het net is een belangrijke parameter. Op welke spannings- en frequentiewaarden de omvormer moet afschakelen is landsafhankelijk en dit is dan ook vaak in te stellen op het apparaat zelf. De instellingen zijn meestal vergrendeld voor een particuliere gebruiker, men heeft vaak een sleutel of code van de fabrikant nodig om deze parameters aan te passen.
Bij de stand-aloneconverters is er sprake van een echte wisselspanning die wordt gegenereerd. Het probleem is dan alleen nog als je energie te weinig of te veel hebt. Daarom is in zo'n geval energieopslag in bijvoorbeeld accu's nodig.